# HAT-P-39
HAT-P-39 — одиночная звезда в созвездии Близнецов на расстоянии приблизительно 2319 световых лет (около 711 парсек) от Солнца. Видимая звёздная величина звезды — +11,1m. Возраст звезды определён как около 2 млрд лет.
Вокруг звезды обращается, как минимум, одна планета.

## Характеристики
HAT-P-39 — жёлто-белая звезда спектрального класса F. Масса — около 1,404 солнечной, радиус — около 1,76 солнечного, светимость — около 4,744 солнечной. Эффективная температура — около 6424 K.

## Планетная система
В 2012 году группой астрономов, работающих в рамках проекта HATNet, было объявлено об открытии планеты HAT-P-39 b. Как и большинство других открытых планет этим проектом, HAT-P-39 b представляет собой горячий газовый гигант, имеющий эффективную температуру 1752 кельвинов. Он обращается на расстоянии 0,05 а.е. от родительской звезды, совершая полный оборот за трое с лишним суток. Открытие планеты было совершено транзитным методом.